# Chlorolydella bequaerti
Chlorolydella bequaerti là một loài ruồi trong họ Tachinidae.